# Néstor Nielsen
Néstor Nielsen (Montevideo, 13 de novembre de 1972) és un genet i esportista uruguaià.
Nielsen va ser campió nacional de salt eqüestre per quart any consecutiu el 2014, 2015, 2016 i 2017. Va classificar en la competència de salt en equitació en els Jocs Panamericans de 2015. 3 A 2016, el nom del seu cavall de competència va ser Prince Royal Z de la Luz.